# Ганс фон Вольф
Барон Иоганн Готлиб Ганс Фрейгерр фон Вольф (нем. Johann Gottlieb Hans Freiherr von Wolff; 19 марта 1903 — 28 декабря 1944) — немецкий офицер, оберст Вермахта. Кавалер Рыцарского креста Железного креста с дубовыми листьями.

## Биография
В 1922 году вступил в рейхсвер, служил в кавалерии. В 1930—1931 годах вступил в НСДАП (партийный билет № 460 352) и СС (личный номер 9 616), служил в 6-м кинополку[неизвестный термин] СС. С 1939 г. — командир 5-й роты 8-го (с 1941 г. 28-го) стрелкового полка 8-й танковой дивизии, командир 1-го батальона полка. Участник Польской, Французской кампании и Балканская кампания. С декабря 1942 года — командир 1-й казачьей бригады 1-й казачьей дивизии. 25 апреля 1944 года он стал командиром 3-й кавалерийской бригады. 27 ноября 1944 года был ранен осколком гранаты и скончался в день наступления.

## Звания
- Фанен-юнкер (1 апреля 1922 г.)
- Унтер-офицер (3 июня 1925 г.)
- Вахмистр (1 июля 1925 г.)
- Лейтенант резерва (1 апреля 1926 г.)
- Оберлейтенант (1 февраля 1930 г.)
- Ротмистр (1 марта 1937 г.)
- Гауптманн (1 апреля 1937 г.)
- Унтерштурмфюрер СС
- Оберштурмфюрер СС
- Майор (16 сентября 1942 г.)
- Оберстлейтенант (1 июля 1942 г.)
- Оберст (1 февраля 1943 г.)

## Награды
- Балтийский крест
- Медаль «За выслугу лет в Вермахте» 4, 3 и 2 степени (18 лет)
- Медаль «В память 1 октября 1938 года»
- Железный крест
  - 2-й класс (4 июня 1939 г.)
  - 1-й класс (24 мая 1940 г.)
- Нагрудный знак «За танковую атаку» в бронзе (13 июля 1940 г.)
- Рыцарский крест Железного креста с дубовыми листьями
  - Рыцарский крест (№ 123; 13 июля 1940 г.)
  - Дубовые листья (№ 61; 13 сентября 1942 г.) — переданы лично Адольфом Гитлером.
- Медаль «За зимнюю кампанию на Востоке 1941/42» (1 сентября 1942 г.)
- Знак отличия для восточных народов 2-го класса в Шрибли[неизвестный термин] с мечами (30 февраля 1943 г.)